# A Csongnimsza ötemeletes kőpagodája
A Csongnimsza ötemeletes kőpagodája (hangul: 부여 정림사지 오층석탑, Pujo Csongnimszadzsi ocshung szokthap, RR: Buyeo Jeongnimsaji ocheung seoktap) Dél-Korea 9. számú nemzeti kincse, mely Pujóban (Buyeóban), Dél-Cshungcshong (Dél-Chungcheong) tartományban található. A Pekcse (Baekje) korból (i.e. 18 – 660) származó pagoda 149 kőtömbből épül fel, szerkezete fa épületet imitál. Valószínűleg a kor legvégén épülhetett, hosszú ideig úgy vélték, a Tang-dinasztia emeltette Pekcse (baekje) meghódításának emlékére.